# マラウイ・テラー・ビースト
マラウイ・テラー・ビースト（Malawi terror beast）とは、2003年にマラウイの首都リロングウェからおよそ100キロの距離にある中部州のドーワ県にて出現した正体不明の野生動物である。この獣によって少なくとも3人が死亡し、16人が重傷を負わされた。
死亡したのは2人の高齢な女性と3歳の幼児である。この野生動物は被害者たちの頭蓋骨を噛み砕き、内臓や性器を食い荒らした。重傷を負いながらも何とか生き残った被害者のうちの幾人かは、両足や両腕、さらには両耳や両目を失った。この恐ろしい獣から逃れるため、事件発生地点から近い距離にある4つの村から少なくとも4000人が保護を求め、ドーワ県の中心都市であるドーワに置かれている公民館へと避難を行った。目撃者によれば、この野生動物は一年前の2002年に5人を死に至らしめ、20人に障害が残るような怪我を負わせ、最終的に狩猟者と軍警察によって射殺された獣と同一であったという。
野生生物を管轄する当局は、この獣を狂犬病に感染したハイエナであると判断したが、獣を目撃した住民らは「もしハイエナであれば後足はもっと短いはずだ」と異議をとなえた。住民の一部は、「この恐ろしい獣は昨年人間によって射殺されたものと同じ個体であり、人間への復讐を遂げるために死の世界から蘇ってきたのだ」と信じているという。